# Andrei Sobennicov
Andrei Sobennicov (né le 1er avril 1988) est un coureur cycliste moldave.

## Biographie
En 2021, il connaît la consécration en devenant champion de Moldavie sur route, à 33 ans. L'année suivante, il conserve son titre national. 

## Palmarès et résultats

### Palmarès sur route
- 2019
  - 3e du championnat de Moldavie sur route
- 2021
  -  Champion de Moldavie sur route
- 2022
  -  Champion de Moldavie sur route
  - 2e du championnat de Moldavie du contre-la-montre

### Classements mondiaux
| Année           | 2016   | 2017   | 2018 | 2019   | 2020 |
| --------------- | ------ | ------ | ---- | ------ | ---- |
| UCI Europe Tour | 1 173e | 1 847e |      | 1 161e | 845e |

### Palmarès en VTT
- 2012
  - 3e du championnat de Moldavie de cross-country
- 2013
  - 3e du championnat de Moldavie de cross-country
- 2022
  -  Champion de Moldavie de cross-country